# Neuendorfer Moor
A Neuendorfer Moor é uma Reserva Natural localizada em Meclemburgo-Pomerânia Ocidental. O local está situado ao norte de Pokrent, na Reserva da Biosfera Schaalsee. O regulamento da Reserva foi aprovado em 16 de abril de 2007. A restauração de Neuendorfer Moor foi concluída em 2008, após cinco anos do início do projeto.

## Flora e fauna
As plantas típicas da região são o musgo Sphagnum, a molinia, a bétula, o arbusto Vaccinium myrtillus, o Phragmites australis e porções de abetos espalhados por locais mais secos. Na área da Reserva foram identificadas 127 espécies de musgos, 140 de fungos, 26 de libélulas, 152 de besouros e 300 de borboletas. Além disso, o local é uma importante área de reprodução dos grou-comum.